# The Wind Cries Mary
The Wind Cries Mary ist eine Rockballade von Jimi Hendrix. Hendrix schrieb das Lied als versöhnliches Liebeslied für seine Freundin in London, Kathy Etchingham. Neuere biografische Informationen deuten darauf hin, dass einige der Texte in Gedichten vorkommen, die Hendrix zu Beginn seiner Karriere in Seattle verfasst hatte.

## Hintergrund und Aufnahme

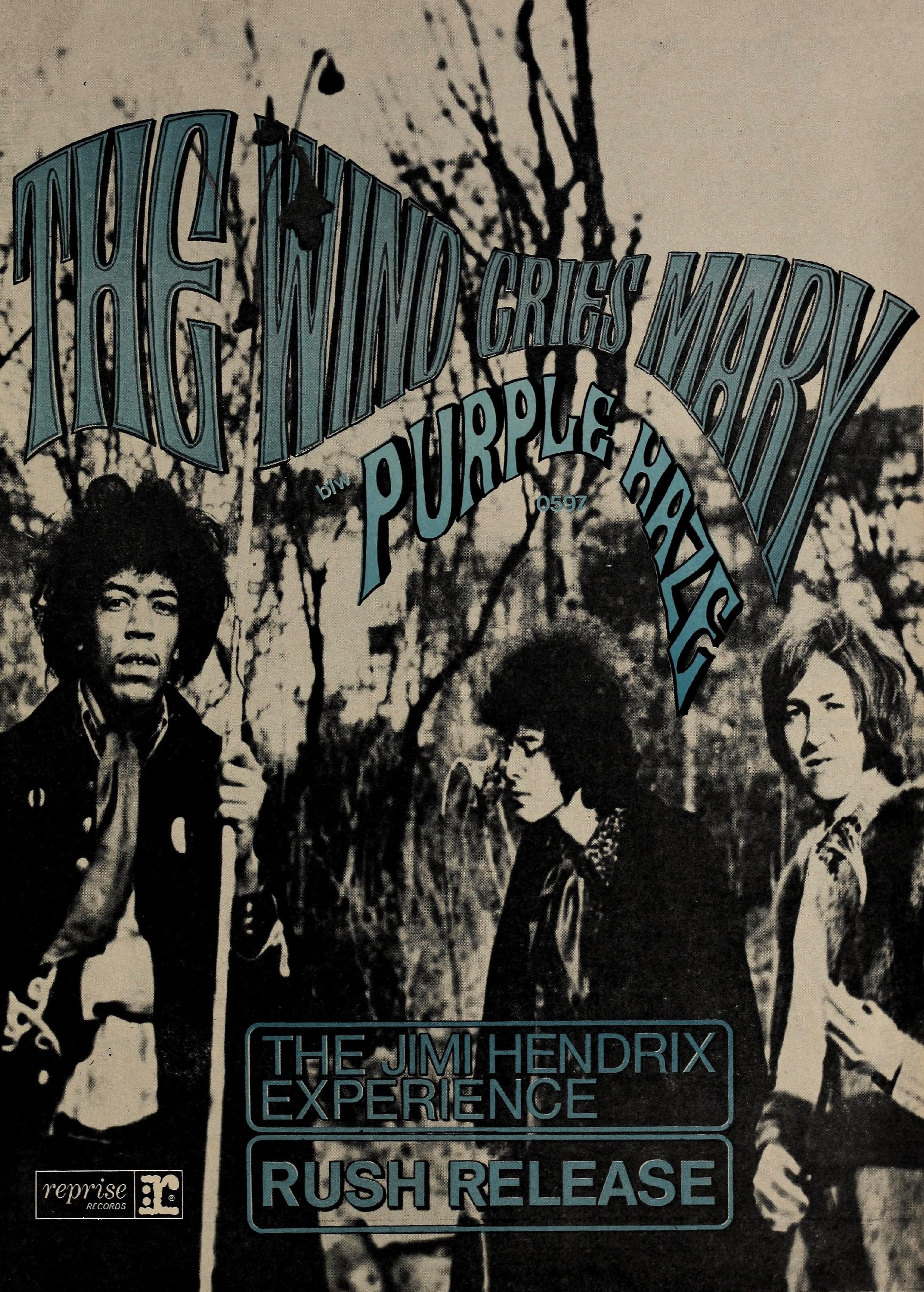
Cashbox-Anzeige, 24. Juni 1967

Laut Hendrix’ damaliger Freundin Kathy Etchingham schrieb er den Text nach einem Streit mit ihr über das Kochen von klumpigem Kartoffelpüree und verwendete dabei „Mary“ (Etchinghams zweiter Vorname). Etchingham vermutete, dass die Zeile „a broom is drearily sweeping up the broken pieces of yesterday's life“ Hendrix darstellt, wie er das zerbrochene Geschirr zusammenfegt, das sie infolge des Streits weggeworfen hatte. In einem späteren Interview bemerkte Hendrix, der Text repräsentiere „mehr als eine Person“. Der Musikjournalist David Stubbs wies darauf hin, dass Hendrix die Zeile aus dem Lied „Somewhere a Queen is weeping / Somewhere a King has no wife“ auch in einem Gedicht verwendete, das er an eine andere Mary schrieb, die seine Freundin gewesen war, Mary Washington.
Billy Cox, Hendrix’ langjähriger Freund und späterer Bassist, bemerkte den Einfluss von Curtis Mayfield auf das Lied. Hendrix spielte im Sommer 1966 Teile einer frühen Version mit seiner Band Jimmy James and the Blue Flames in New York City.
The Experience nahm das Lied im Februar 1967 in den De Lane Lea Studios in London auf, während der Sessions für ihre Nachfolgesingle zu Hey Joe. Hendrix-Produzent Chas Chandler kommentierte die Aufnahme:

„Das wurde am Ende der Session für Fire aufgenommen. Wir hatten noch etwa zwanzig Minuten Zeit. Ich schlug vor, ein Demo von The Wind Cries Mary aufzunehmen. Mitch Mitchell [Schlagzeuger] und Noel Redding [Bassist] hatten es nicht gehört und machten es daher ohne Probe. Sie spielten es einmal durch [und Hendrix schlug dann Overdubs vor]. Insgesamt fügte er vier oder fünf weitere Overdubs hinzu, aber das Ganze war in zwanzig Minuten fertig. Das war unsere dritte Single.“

Die Single, auf der B-Seite von Highway Chile, erschien im Mai 1967 in Großbritannien und erreichte Platz sechs der britischen Singlecharts. In den USA erschien der Song erstmals im Juni 1967 als B-Seite der Single Purple Haze. Später wurde er auf dem amerikanischen Album Are You Experienced veröffentlicht, das im August 1967 erschien.

## Auftritte
Hendrix spielte das Lied 1967 und 1968 häufig live. Eine Aufnahme vom Monterey Pop Festival erschien später auf Jimi Plays Monterey (1986) und Live at Monterey (2007); eine weitere Aufnahme aus dem Pariser L’Olympia Theatre erschien auf Stages (1991), The Jimi Hendrix Experience (2000) und Live in Paris & Ottawa 1968 (2008). Stages enthält außerdem eine Aufnahme eines Konzerts in Stockholm aus dem Jahr 1967.

## Wirkung und Vermächtnis
Das Rolling-Stone-Magazin platzierte The Wind Cries Mary auf Platz 379 seiner Liste der 500 besten Songs aller Zeiten. Verschiedene Musiker haben das Lied aufgenommen, darunter Jamie Cullum, John Mayer, Xavier Rudd, Richie Sambora, Sting, Popa Chubby, Pat Boone, Caron Wheeler, Chris Thomas King und Johnny A. Gil Evans überarbeitete das Lied später als Mademoiselle Mabry für Miles Davis‘ Album Filles de Kilimanjaro. Auch der Titel des Hendrix gewidmeten Albums The Wind Cries Jimi des Rémi-Charmasson-Quintetts bezieht sich auf das Lied.